# بریتیش ریل کلاس ۲۰۵
بریتیش ریل کلاس ۲۰۵ (انگلیسی: British Rail Class 205) یک قطار خودگرانشی دیزلی مورد استفاده شرکت راه‌آهن بریتیش ریل بود.
این قطار که در سال ۱۹۵۷ تا ۱۹۶۲ تولید می‌شده دارای ۴۵۰ کیلووات توان خروجی و ۱۲۱ کیلومتر در ساعت سرعت نهایی بوده‌است. 